# Орден Венгерской священной короны
Венгерский орден Святой Корони (венг. Magyar Szent Korona Rend) — награда Королевства Венгрия периода Второй мировой войны.

## История
Орден неофициально учреждён Миклошем Хорти в 1942 году. 3 марта 1943 орден получил Статут и далее предназначался исключительно для награждения иностранцев. Существовали ордена трёх типов: за заслуги в мирное время, военные и за боевые заслуги.
Подразделялся на 8 классов:
- Большой крест – nagykeresztje
- Командорский крест со звездой (также "1-го класса") – középkeresztje a csillaggal
- Командорский крест – középkeresztje
- Офицерский крест – tisztikeresztje
- Рыцарский крест – lovagkeresztje
- Золотой крест заслуг – aranykeresztje
- Серебряный крест заслуг – ezüstkeresztje
- Бронзовый крест заслуг – bronzkeresztje

В 1946 году упразднён.

## Описание награды
Орден представляет собой белый эмалевый крест Руперта в золотой оправе. В центре креста — круглый зелёный эмалевый медальон с короной Святого Иштвана, обрамлённый зелёным лавровым венком. Кресты заслуг изготовлялись из бронзы без эмали, с позолотой или посеребрением, в соответствии с классом. К ордену за военные заслуги прилагалось военное отличие (венок из дубовых листьев); за военные заслуги на поле бою — военное отличие и скрещенные мечи. На гладком реверсе выбита дата учреждения награды: «1942».

## Правила ношения
Кресты заслуг и рыцарский крест носили на левой стороне груди на ленте, офицерский — без ленты, командорские — на шейной ленте (к кресту 1-го класса прилагалась четырёхугольная нагрудная звезда), Большой крест — на чересплечной ленте с восьмиконечной нагрудной звездой.

## Известные награждённые
- Иоахим фон Риббентроп (1944, Большой крест с мечами)
- Иоганн фон Кильмансегг
- Вальтер Хертель
- Отто Нойманн
- Отто Скорцени